# 桑塞尔
桑塞尔（法語：Sancerre，法語發音：[sɑ̃sɛʁ] ⓘ），法国中部市镇，位于中央-卢瓦尔河谷大区谢尔省，隶属于布尔日区，其市镇面积为16.27平方公里，2022年1月1日时人口数量为1,328人，在法国城市中排名第7,807位。
桑塞尔位于谢尔省东北部，是一个区域性的中心城市，因同名葡萄酒而闻名。桑塞尔曾于2022年被评选为“法国最美村庄”之一。

## 地名来源
根据法国文化部网站上一篇文章的论述，“Sancerre”一名最初于1116年以“Sincerium”的形式被记载，该名称的来源及含义尚有待考证。

## 历史

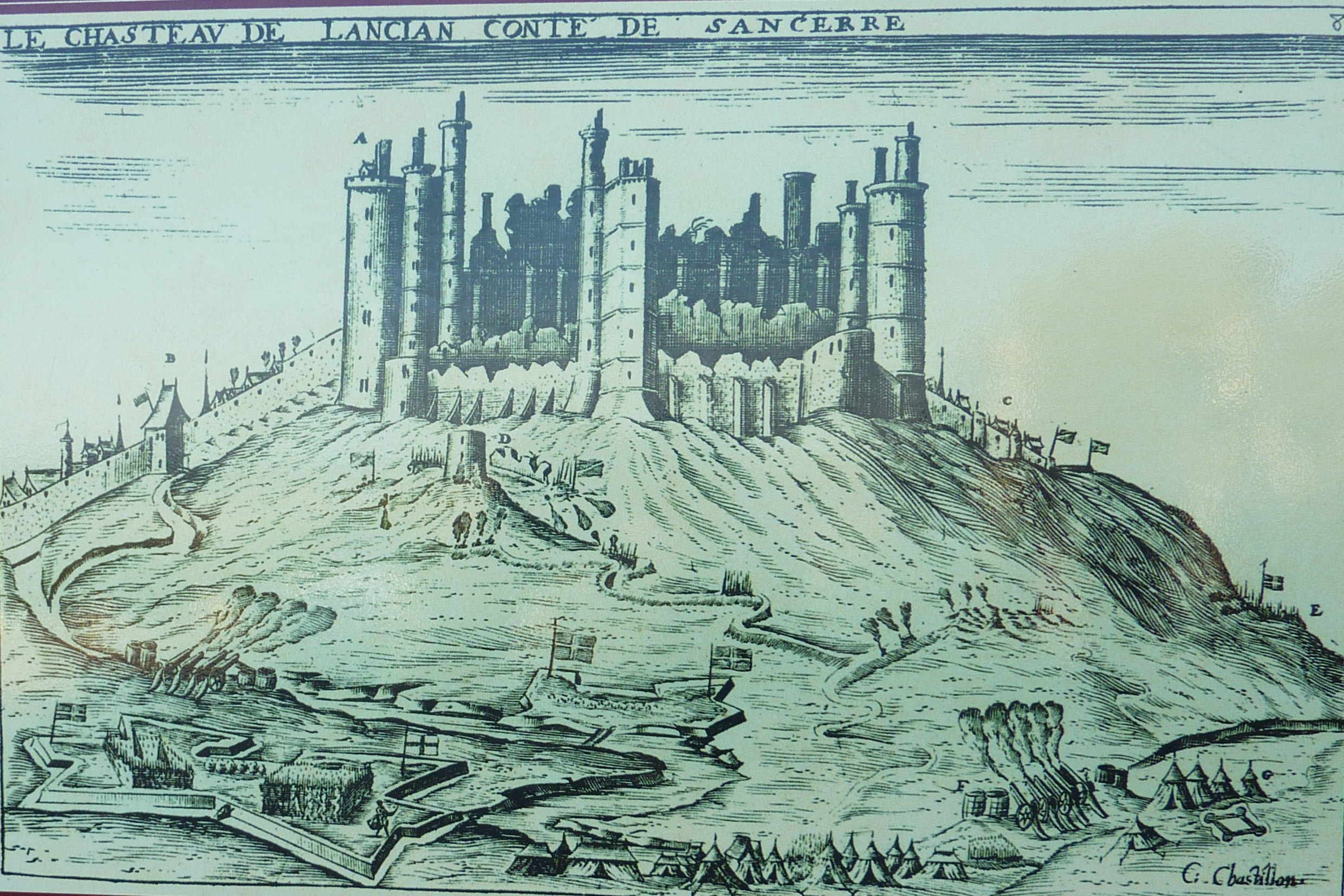
中世纪的桑塞尔（绘画）

桑塞尔的早期历史尚不清楚，公元五世纪时桑塞尔境内建成了圣龙布勒（Saint-Romble）教堂。根据当地官方网站的论述，圣龙布勒教堂附近在加洛林王朝时期形成聚落。公元12世纪时，布卢瓦-香槟家族成员艾蒂安一世成为桑塞尔首位有记载的领主，他同时也获得的伯爵头衔。艾蒂安一世利用桑塞尔居高临下的地理位置在此修建军事城堡，其附近则开辟了葡萄酒种植园。1234年，桑塞尔伯国被并入法兰西王国。宗教战争初期，桑塞尔曾被天主教徒控制，后该地于1573年被胡格诺派占领，当地的圣龙布勒教堂在围城战中被烧毁。1621年，在黎塞留的要求下，桑塞尔城墙被拆除。1754年，桑塞尔圣母教堂建成。法国大革命后，桑塞尔成为谢尔省的一个市镇。1790至1794年间，沙维尼奥勒整体并入桑塞尔。19世纪末，桑塞尔产区曾遭受根瘤蚜疫情而大幅减产，此后当地改种白苏维翁，“桑塞尔”自1936年起成为原产地命名控制。2022年，桑塞尔被评选为“法国最美村庄”之一。

## 地理

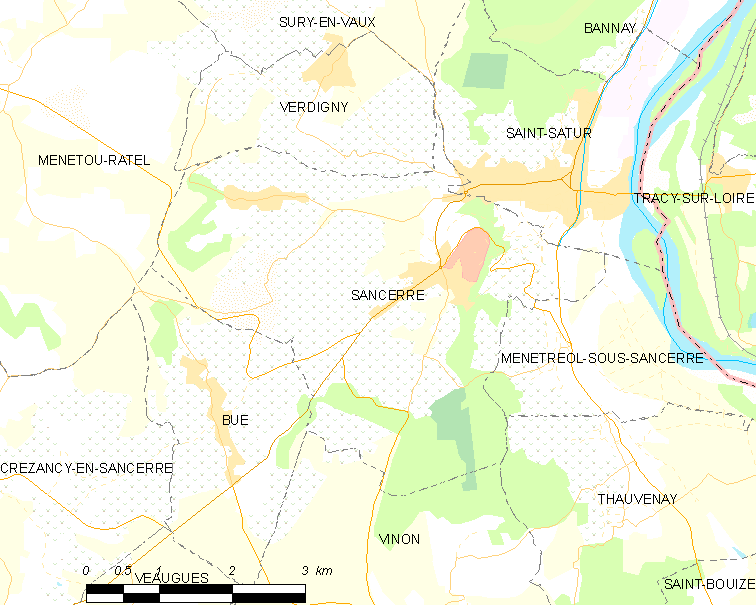
桑塞尔市镇范围地图

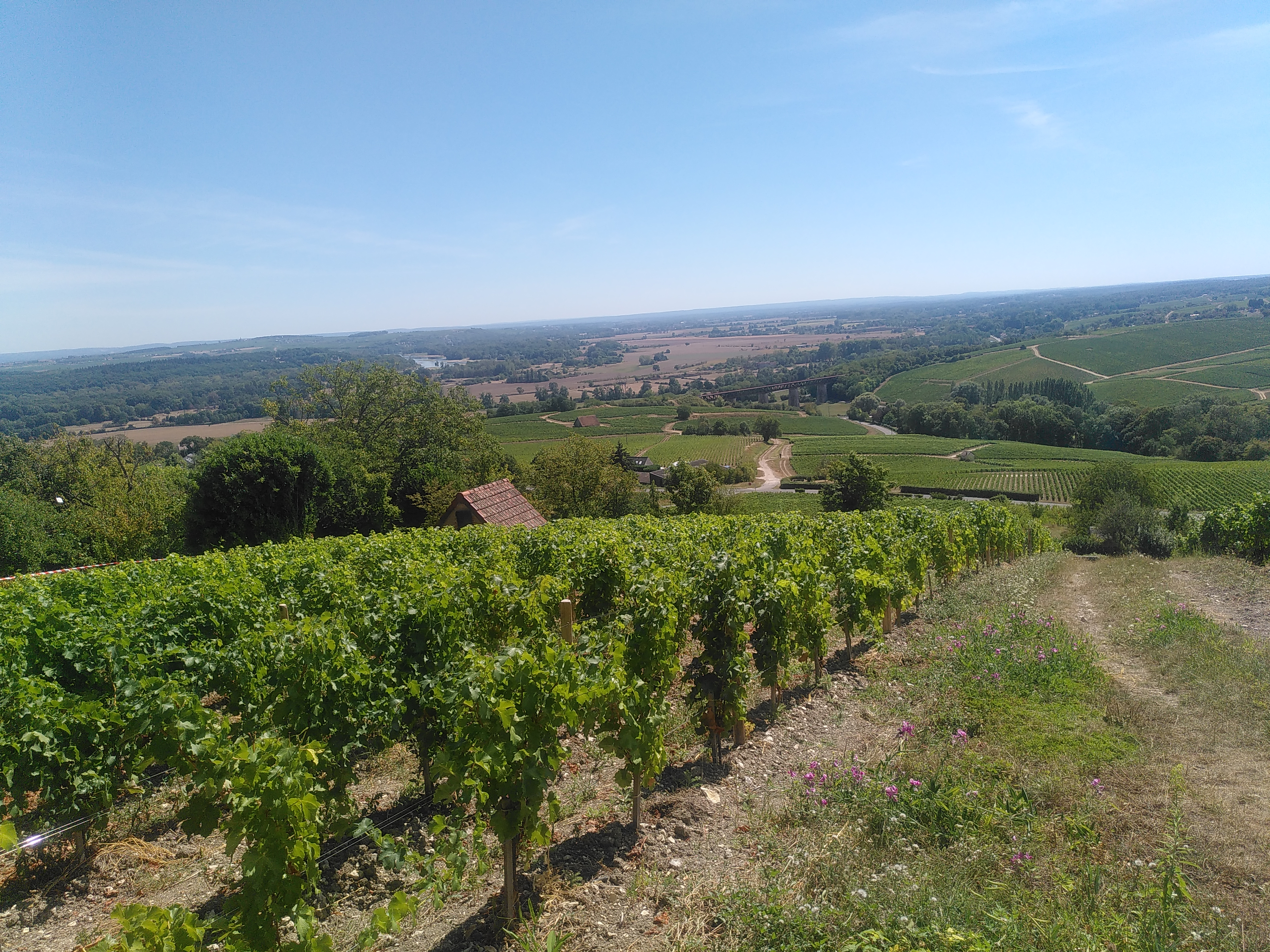
桑塞尔附近的一处葡萄酒种植园

桑塞尔位于法国中部偏北，中央-卢瓦尔河谷大区东部和谢尔省东北部，距离省会布尔日大约46公里。与桑塞尔接壤的市镇包括：比埃、梅讷图拉泰勒、梅内特雷奥勒苏桑塞尔、圣萨蒂尔、托沃奈、维农和韦尔迪尼。

### 地形
桑塞尔位于贝里地区东北部，境内以浅丘为主，市镇中心位于一处环状山丘顶部，其附近区域被称为“桑塞鲁瓦”，全境海拔在146到366米之间。

### 水文
桑塞尔位于卢瓦尔河流域范围内，科莱特河（La Colette）发源于市镇范围西北部并向东流出市境。

### 植被
桑塞尔属于温带阔叶混交林区，林地多分布于谷地和山麓地带，当地多个区域被开辟为葡萄酒种植园。
在鲜花城市的评比中，桑塞尔被评为3星级鲜花城市。

### 气候
桑塞尔在柯本气候分类法中属于带有一定大陆性气候特征的温带海洋性气候（Cfb）。
桑塞尔境内设有气象站，以下为该气象站的数据（其中日照数据取自讷韦尔）：
| 桑塞尔 1981年－2019年 | 桑塞尔 1981年－2019年 | 桑塞尔 1981年－2019年 | 桑塞尔 1981年－2019年 | 桑塞尔 1981年－2019年 | 桑塞尔 1981年－2019年 | 桑塞尔 1981年－2019年 | 桑塞尔 1981年－2019年 | 桑塞尔 1981年－2019年 | 桑塞尔 1981年－2019年 | 桑塞尔 1981年－2019年 | 桑塞尔 1981年－2019年 | 桑塞尔 1981年－2019年 | 桑塞尔 1981年－2019年 |
| 月份                  | 1月                   | 2月                   | 3月                   | 4月                   | 5月                   | 6月                   | 7月                   | 8月                   | 9月                   | 10月                  | 11月                  | 12月                  | 全年                  |
| --------------------- | --------------------- | --------------------- | --------------------- | --------------------- | --------------------- | --------------------- | --------------------- | --------------------- | --------------------- | --------------------- | --------------------- | --------------------- | --------------------- |
| 历史最高温 °C（°F）   | 15.4 (59.7)           | 18.1 (64.6)           | 24.8 (76.6)           | 28 (82)               | 31.4 (88.5)           | 36.9 (98.4)           | 38 (100)              | 40 (104)              | 32.7 (90.9)           | 27.4 (81.3)           | 21.4 (70.5)           | 17.3 (63.1)           | 40 (104)              |
| 平均高温 °C（°F）     | 6.3 (43.3)            | 7.9 (46.2)            | 11.9 (53.4)           | 15.2 (59.4)           | 19.5 (67.1)           | 22.9 (73.2)           | 25.1 (77.2)           | 24.9 (76.8)           | 20.4 (68.7)           | 16 (61)               | 9.9 (49.8)            | 6.3 (43.3)            | 15.5 (59.9)           |
| 日均气温 °C（°F）     | 3.7 (38.7)            | 4.7 (40.5)            | 7.8 (46.0)            | 10.5 (50.9)           | 14.6 (58.3)           | 17.9 (64.2)           | 19.8 (67.6)           | 19.6 (67.3)           | 15.6 (60.1)           | 12.1 (53.8)           | 7 (45)                | 3.9 (39.0)            | 11.4 (52.5)           |
| 平均低温 °C（°F）     | 1.1 (34.0)            | 1.4 (34.5)            | 3.7 (38.7)            | 5.9 (42.6)            | 9.8 (49.6)            | 12.8 (55.0)           | 14.4 (57.9)           | 14.4 (57.9)           | 10.9 (51.6)           | 8.2 (46.8)            | 4.1 (39.4)            | 1.5 (34.7)            | 7.4 (45.3)            |
| 历史最低温 °C（°F）   | −13.5 (7.7)           | −10.7 (12.7)          | −11.3 (11.7)          | −3.6 (25.5)           | 0.3 (32.5)            | 4.4 (39.9)            | 7.2 (45.0)            | 5.8 (42.4)            | 1.7 (35.1)            | −3.2 (26.2)           | −11 (12)              | −11.1 (12.0)          | −13.5 (7.7)           |
| 平均降水量 mm（）     | 77.8 (3.06)           | 63.9 (2.52)           | 66.3 (2.61)           | 69.4 (2.73)           | 82.3 (3.24)           | 62.3 (2.45)           | 76.3 (3.00)           | 70.3 (2.77)           | 76.2 (3.00)           | 82.9 (3.26)           | 88.2 (3.47)           | 89.5 (3.52)           | 905.4 (35.65)         |
| 月均日照時數          | 65.5                  | 85.6                  | 147.7                 | 170.3                 | 197.9                 | 223.2                 | 235                   | 227.5                 | 180                   | 121                   | 65.4                  | 54.9                  | 1,774                 |
| 来源：infoclimat.fr   |                       |                       |                       |                       |                       |                       |                       |                       |                       |                       |                       |                       |                       |

## 行政区划
桑塞尔的市镇编号为18241，邮政编号为18300。
在行政管理方面，桑塞尔隶属于法国中央-卢瓦尔河谷大区谢尔省布尔日区；在地方选举方面，桑塞尔是桑塞尔县的中央投票站所在地，其市镇范围全境被划入谢尔省第一选区；在社会管理方面，桑塞尔是桑塞尔堡垒地区-卢瓦尔河谷市镇公共社区的办公驻地。
截至2024年7月，桑塞尔市镇范围内暂无任何城市敏感街区及城市政策优先街区。
法国国家统计与经济研究所（简称“INSEE”）在进行数据统计时，将桑塞尔及相邻的另外一个市镇设为桑塞尔城市核心区（Unité urbaine de Sancerre）及桑塞尔城市区（Aire urbaine de Sancerre）。自2020年起，桑塞尔城市区被包含14个市镇的圣萨蒂尔-桑塞尔城市辐射区代替。此外，INSEE还将桑塞尔市镇整体看作一个“块区”（IRIS），以便于统计人口分布情况。

## 交通

### 公路
谢尔省省道D9线、D10线、D54线、D134线、D183线、D307线、D307E线、D920线、D923线和D955线在桑塞尔境内交汇。中央-卢瓦尔河谷大区城际客运（商业名称为“Rémi”）下属的城际客运110线经停桑塞尔，可通往布尔日和卢瓦尔河畔科讷库尔。
| 24 | 9 |

| 布尔日 | 46 |

| 科讷库尔 | 25 |

| 拉沙里泰 | 15 |

2020年，51.0%的桑塞尔家庭拥有至少一辆私人汽车。2021年，桑塞尔境内共发生各类交通事故1起，造成1人重伤。

### 铁路
桑塞尔位于圣日耳曼迪皮—卢瓦尔河畔科讷库尔铁路上，该铁路已于20世纪60年代关闭。
距离桑塞尔最近的运营中的客运铁路车站为5公里外的特拉西-桑塞尔站，该站停靠往返于巴黎和讷韦尔之间的区域列车。

### 航空
桑塞尔距离巴黎-奥利机场的公路里程大约196公里。

### 城市公共交通
截至2024年7月，桑塞尔暂无城市公共交通系统。

## 政治

### 市政内阁
桑塞尔的现任市长为洛朗·帕比奥先生（Laurent PABIOT），他是一名无党派人士，在2020年的市政选举中获得了100.00%的支持率（无其他候选人）。
| 桑塞尔历届市长         | 桑塞尔历届市长               | 桑塞尔历届市长    |
| 任期                   | 市长                         | 党派              |
| ---------------------- | ---------------------------- | ----------------- |
| （1971年以前资料暂缺） |                              |                   |
| 1971年－1995年         | Jacques GENTON 雅克·让通     | UDF法国民主联盟   |
| 1995年－2001年         | Pierre TOUZERY 皮埃尔·图兹里 | DVD右翼无党派人士 |
| 2001年－2014年         | Jacques HATON 雅克·阿通      | 無黨籍            |
| 2014年－               | Laurent PABIOT 洛朗·帕比奥   | LR共和黨 →無黨籍  |

### 各级选举
| 桑塞尔历届投票选举结果 | 桑塞尔历届投票选举结果 | 桑塞尔历届投票选举结果 | 桑塞尔历届投票选举结果 | 桑塞尔历届投票选举结果    | 桑塞尔历届投票选举结果 | 桑塞尔历届投票选举结果 | 桑塞尔历届投票选举结果    | 桑塞尔历届投票选举结果 | 桑塞尔历届投票选举结果 |
| 选举项目               | 选举范围               | 选区单位               | 选区单位内的选举结果   | 选区单位内的选举结果      | 选区单位内的选举结果   | 选区单位内的选举结果   | 选区单位内的选举结果      | 选区单位内的选举结果   | 参考资料               |
| 选举项目               | 选举范围               | 选区单位               | 第一轮胜出者           | 第一轮胜出者              | 支持率                 | 第二轮胜出者           | 第二轮胜出者              | 支持率                 | 参考资料               |
| ---------------------- | ---------------------- | ---------------------- | ---------------------- | ------------------------- | ---------------------- | ---------------------- | ------------------------- | ---------------------- | ---------------------- |
| 2017年法國總統選舉     | 法國                   | 市镇                   |                        | 弗朗索瓦·菲永             | 34.28%                 |                        | 埃马纽埃尔·马克龙         | 72.64%                 | [ 26 ]                 |
| 2017年法国立法选举     | 谢尔省第一选区         | 市镇                   |                        | 弗拉基米尔·多尔梅松       | 34.86%                 |                        | 弗拉基米尔·多尔梅松       | 55.36%                 | [ 26 ]                 |
| 2019年欧洲议会选举     | 法國                   | 市镇                   |                        | 纳塔莉·卢瓦索             | 33.6%                  | （不适用）             | （不适用）                | （不适用）             | [ 28 ]                 |
| 2021年法国省级选举     | 谢尔省                 | 县                     |                        | 帕特里克·巴戈 索菲·谢斯捷 | 48.67%                 |                        | 帕特里克·巴戈 索菲·谢斯捷 | 61.22%                 | [ 29 ] [ 30 ]          |
| 2021年法国省级选举     | 谢尔省                 | 市镇                   |                        | 帕特里克·巴戈 索菲·谢斯捷 | 57.78%                 |                        | 帕特里克·巴戈 索菲·谢斯捷 | 66.57%                 | [ 29 ] [ 30 ]          |
| 2021年法国大区选举     |                        | 市镇                   |                        | 尼古拉·福里西耶           | 37.22%                 |                        | 尼古拉·福里西耶           | 38.4%                  | [ 31 ]                 |
| 2022年法国总统选举     | 法國                   | 市镇                   |                        | 埃马纽埃尔·马克龙         | 38.98%                 |                        | 埃马纽埃尔·马克龙         | 67.36%                 | [ 26 ]                 |
| 2022年法国立法选举     | 谢尔省第一选区         | 市镇                   |                        | 弗朗索瓦·科尔米耶-布利容  | 43.38%                 |                        | 弗朗索瓦·科尔米耶-布利容  | 72.81%                 | [ 26 ]                 |
| 2024年欧洲议会选举     | 法國                   | 市镇                   |                        | 若尔丹·巴尔代拉           | 24.09%                 | （不适用）             | （不适用）                | （不适用）             | [ 26 ]                 |

## 人口
2021年，桑塞尔市镇人口数量为1,329，在法国排名第7,807位。其中男性652人，女性688人，75岁及以上人口占17.8%，外籍人口数量为42人，人口密度为82人/平方公里，当地居民被称为（男性）或（女性）。2022年，桑塞尔境内出生6人，死亡人口30人。
| 桑塞尔1901年－2021年人口变化情况 |
|                                  |
| 数据来源：Cassini、INSEE         |

## 经济

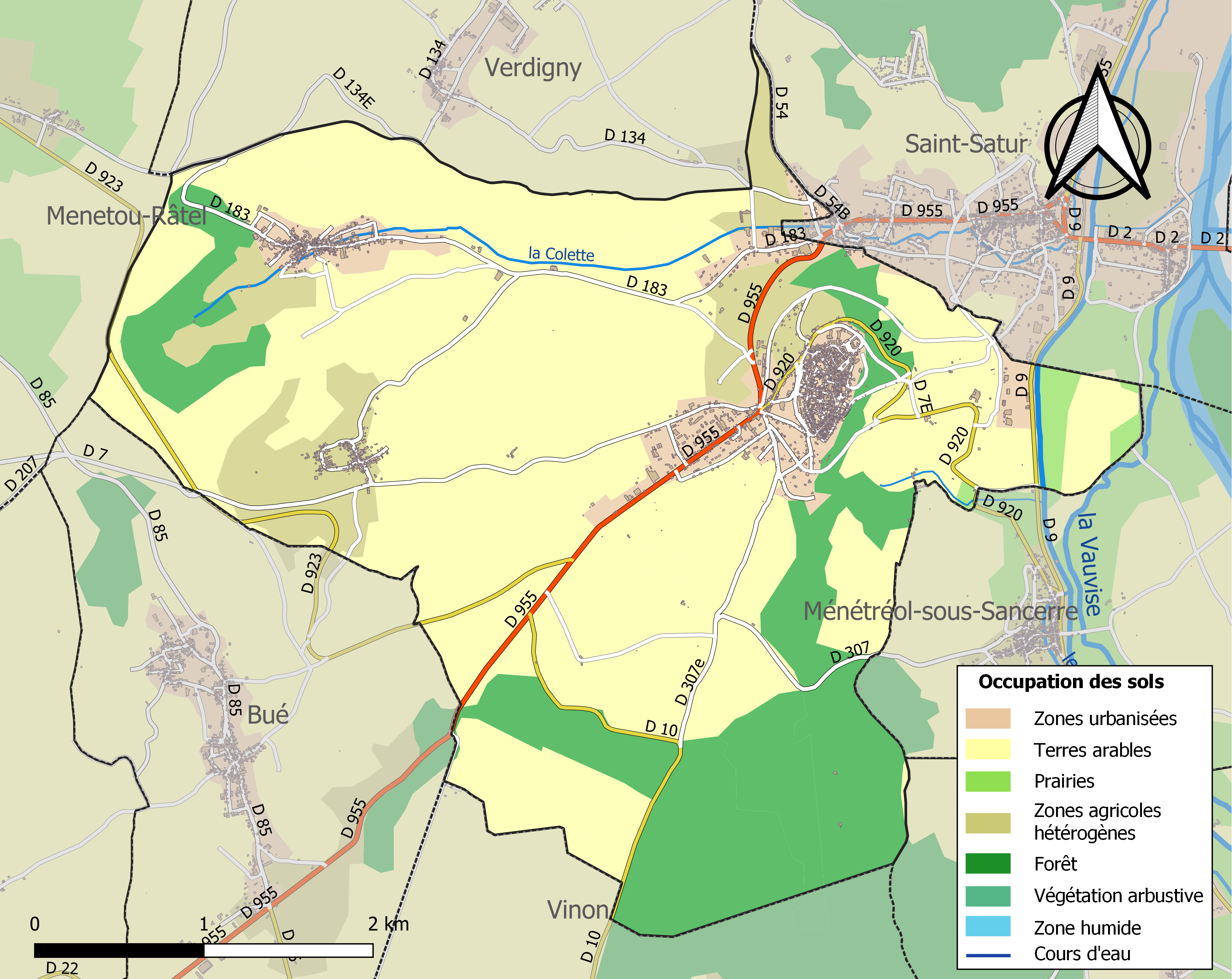
桑塞尔土地利用情况地图

桑塞尔是一个区域性的中心城市。截至2024年7月，桑塞尔市镇范围内共有各类用人单位（包含自雇）494家，平均历史为22年，其中99.1%为中小型企业（PME），2024年5月至7月间，当地的经济活力指数为0。（ 外立面施工）、（工程设计）及（餐饮）是当地2022年营业额最高的三个企业，分别为2,533,248欧元、1,246,640欧元和635,978欧元。

## 财政与居民收入
2022年，桑塞尔的财政收入总额为2,254,240欧元，财政支出总额为2,231,810欧元，当年的债务总额为991,010欧元。2022年，桑塞尔市镇通过增值税获得73,030欧元的收入，此外当地还共获得了697,320欧元的国家直接财政补助。
| 桑塞尔居民收入情况                               | 桑塞尔居民收入情况 | 桑塞尔居民收入情况    | 桑塞尔居民收入情况 |
| 内容                                             | 桑塞尔             | 法国                  | 统计年份           |
| ------------------------------------------------ | ------------------ | --------------------- | ------------------ |
| 征税家庭总数                                     | 614                | 1,081（法国市镇平均） | 2022年             |
| 居民平均月收入                                   | 2,816欧元          | 2,435欧元             | 2022年             |
| 高级职员人均月收入                               | 不详               | 4,331欧元             | 2021年             |
| 中级职员人均月收入                               | 不详               | 2,470欧元             | 2021年             |
| 普通职员人均月收入                               | 不详               | 1,801欧元             | 2021年             |
| 贫困率                                           | 不详               | 14.5%                 | 2020年             |
| 青壮年（15至64岁）失业率                         | 11.2%              | 7.4%                  | 2020年             |
| 征税家庭数量占比                                 | 43.1%              | 45.5%                 | 2020年             |
| 家庭年均纳税                                     | 8,341欧元          | 4,393欧元             | 2022年             |
| 资料来源：INSEE、L'Internaute、Le Journal du Net |                    |                       |                    |

## 社会事务

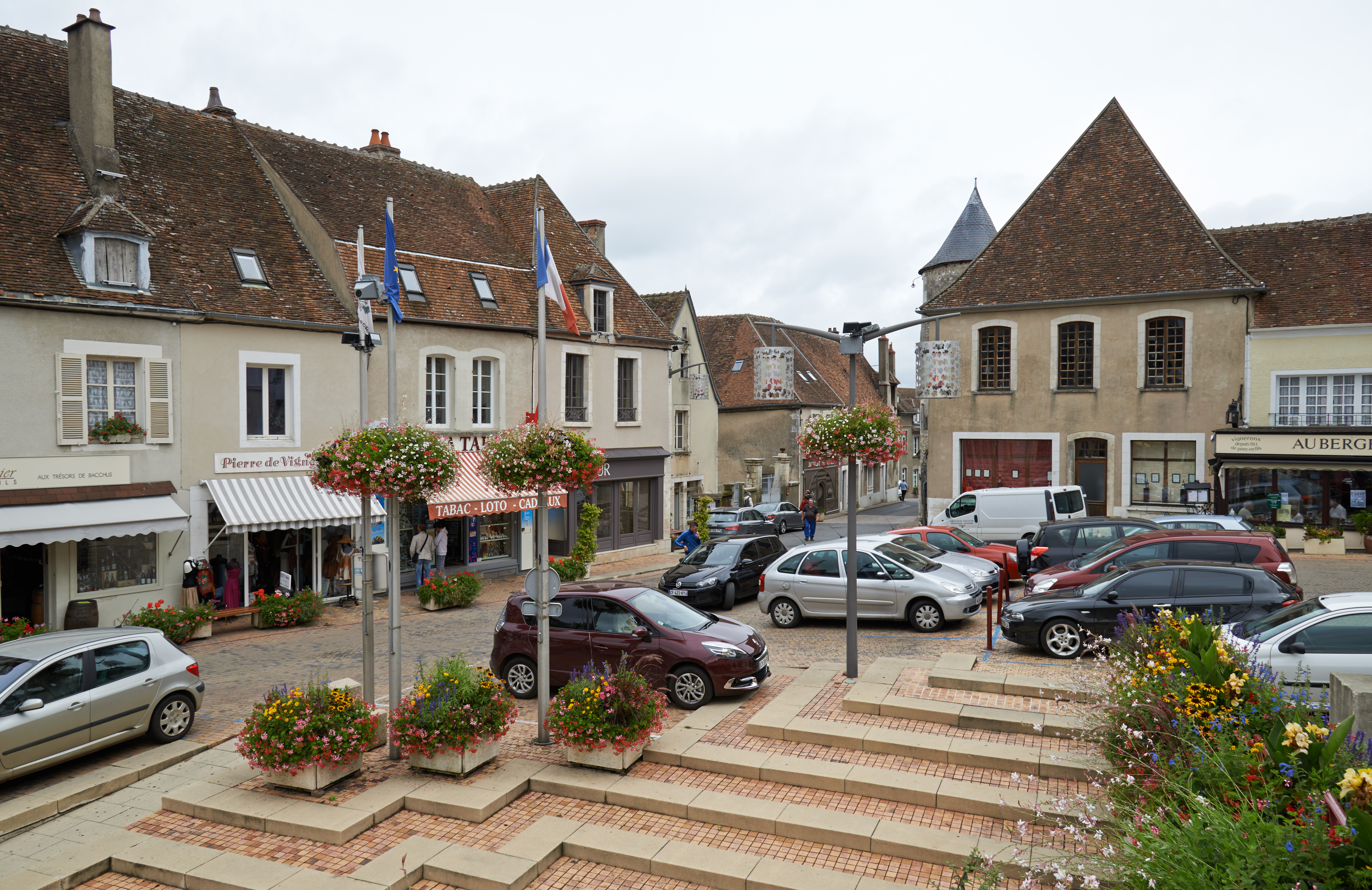
桑塞尔镇中心的“新位置”广场

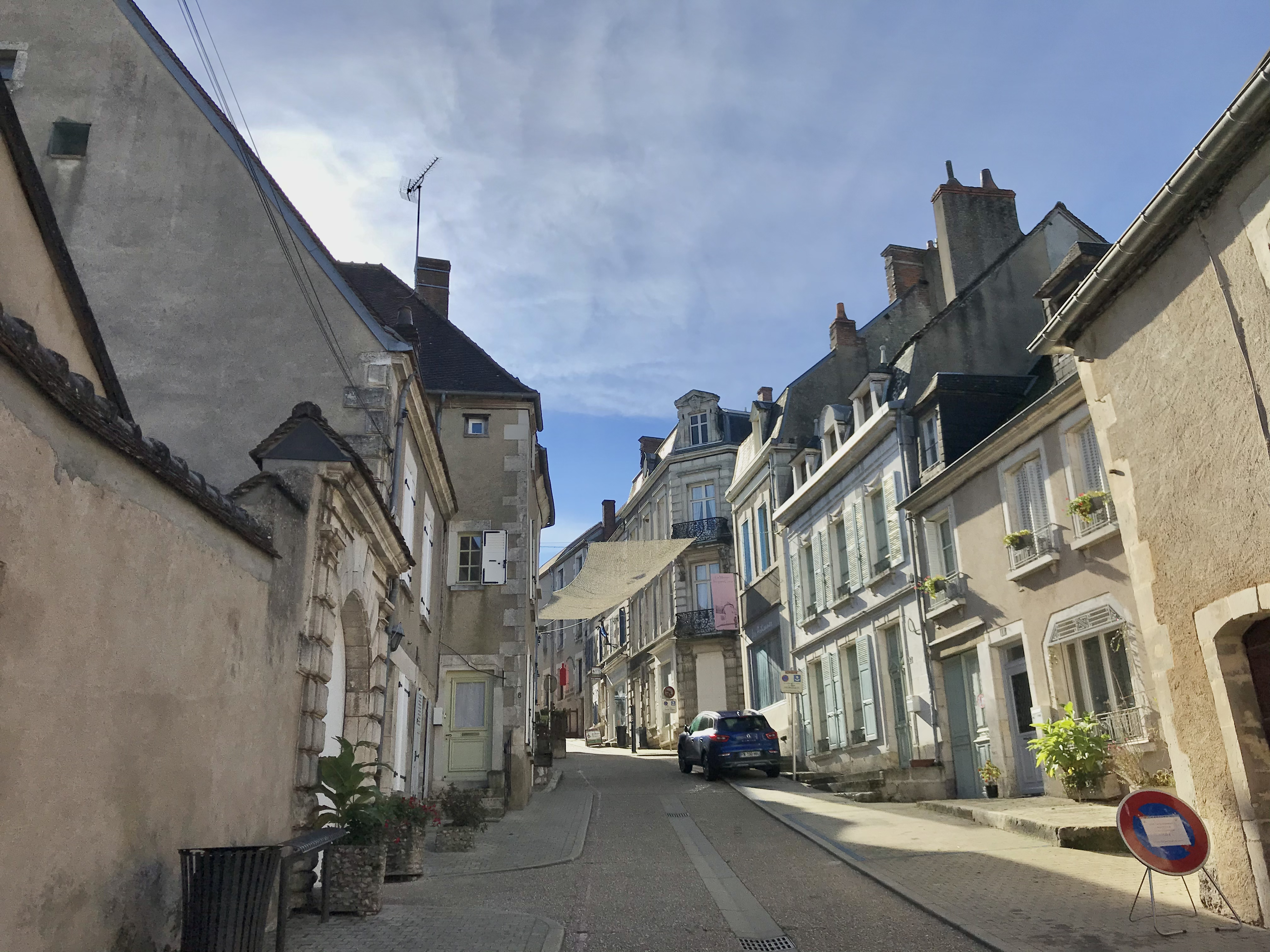
犹太人街

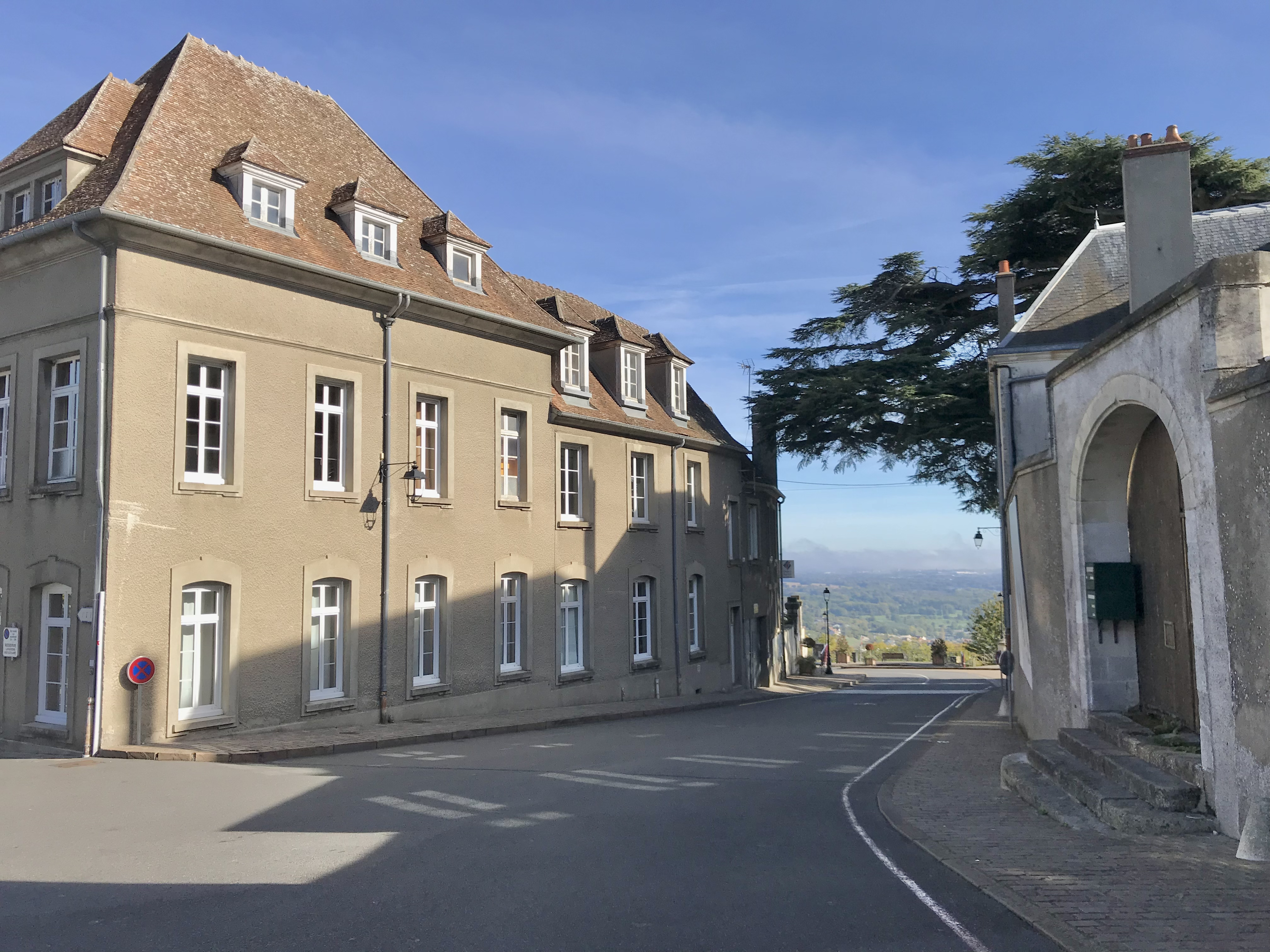
凯撒城门

### 教育
桑塞尔属于奥尔良-图尔学区。截至2021年1月1日，桑塞尔境内共有1所幼儿园、2所小学和1所初级中学。2022至2023学年度，桑塞尔境内共有在校中等教育阶段学生361名。

### 医疗
截至2021年1月1日，桑塞尔境内共有全科医生6名、保健师5名、护士8名和妇科医生1名。境内共有药房1家、养老院1家。
桑塞尔中心医院（Centre Hospitalier de Sancerre）是法国的一个区域性医疗机构，其主病区医院位于桑塞尔市区北侧，设有床位186个。

### 住房
2020年，桑塞尔境内共有各类住房1,084套，其中72.0%为独立式住宅，27.9%为集中式住宅。常住房屋占桑塞尔市镇范围内居民建筑总量的61.3%。
在住房保障政策方面，2022年，桑塞尔境内共有131户家庭获得了住房经济补助，受益人数占总人口数量的9.9%，其中153份为房租补助。

### 商业
2021年，桑塞尔境内共有各类实体商铺45家，其中餐厅11家、大型超市1家、面包房2家、肉铺1家、书店1家、美容美发店3家、汽车维修店4家。桑塞尔镇中心北侧建有一家家乐福便民超市。

### 体育
2021年，桑塞尔境内共有1间体育馆、2座综合体育场、1处马术场以及1处足球或橄榄球场。
截至2024年7月，桑塞尔境内暂无任何注册足球俱乐部。

### 环境
桑塞尔的环境事务由其所属的桑塞尔堡垒地区-卢瓦尔河谷市镇公共社区联合各级政府协调负责。2021年，桑塞尔境内暂无污染企业。

### 治安
2021年，桑塞尔市镇范围内共有1处宪兵队。
桑塞尔及其附近的共101个市镇是布尔日国家宪兵队（zone gendarmerie de Bourges）的管辖范围。2020年，该宪兵队累计记录各类案件1,580起，其中盗窃类案件824起，经济类案件274起，毒品交易类案件54起。

## 文化
2021年，桑塞尔境内暂无任何文化设施。桑塞尔境内建有多媒体中心（Médiathèque），每周一、三、四、五向公众开放。

### 建筑
桑塞尔境内有多处历史建筑，其中新教教堂、圣伯多禄教堂等为法国国家文物保护单位。

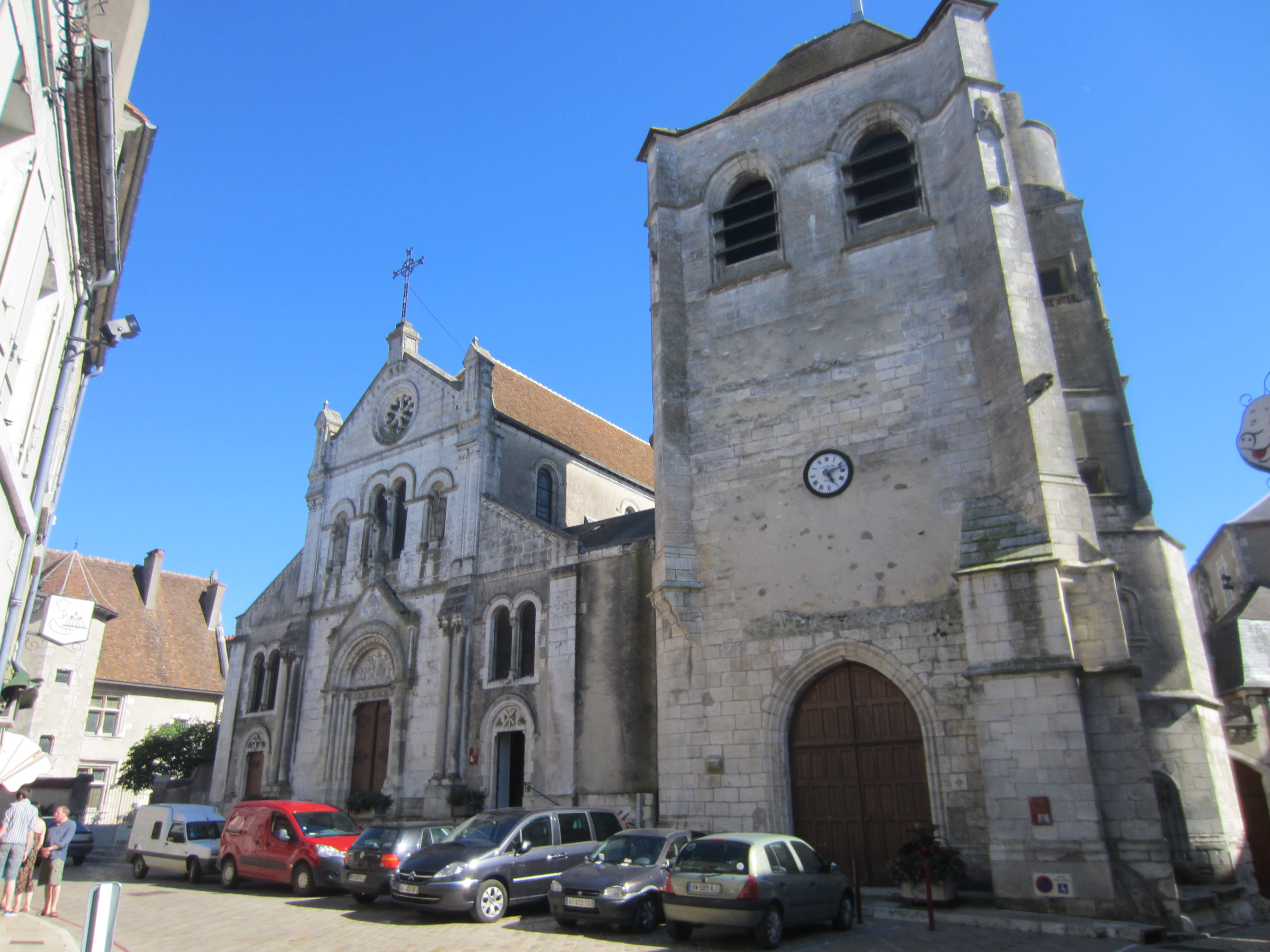
圣伯多禄教堂（法语：Église Saint-Pierre de Sancerre）
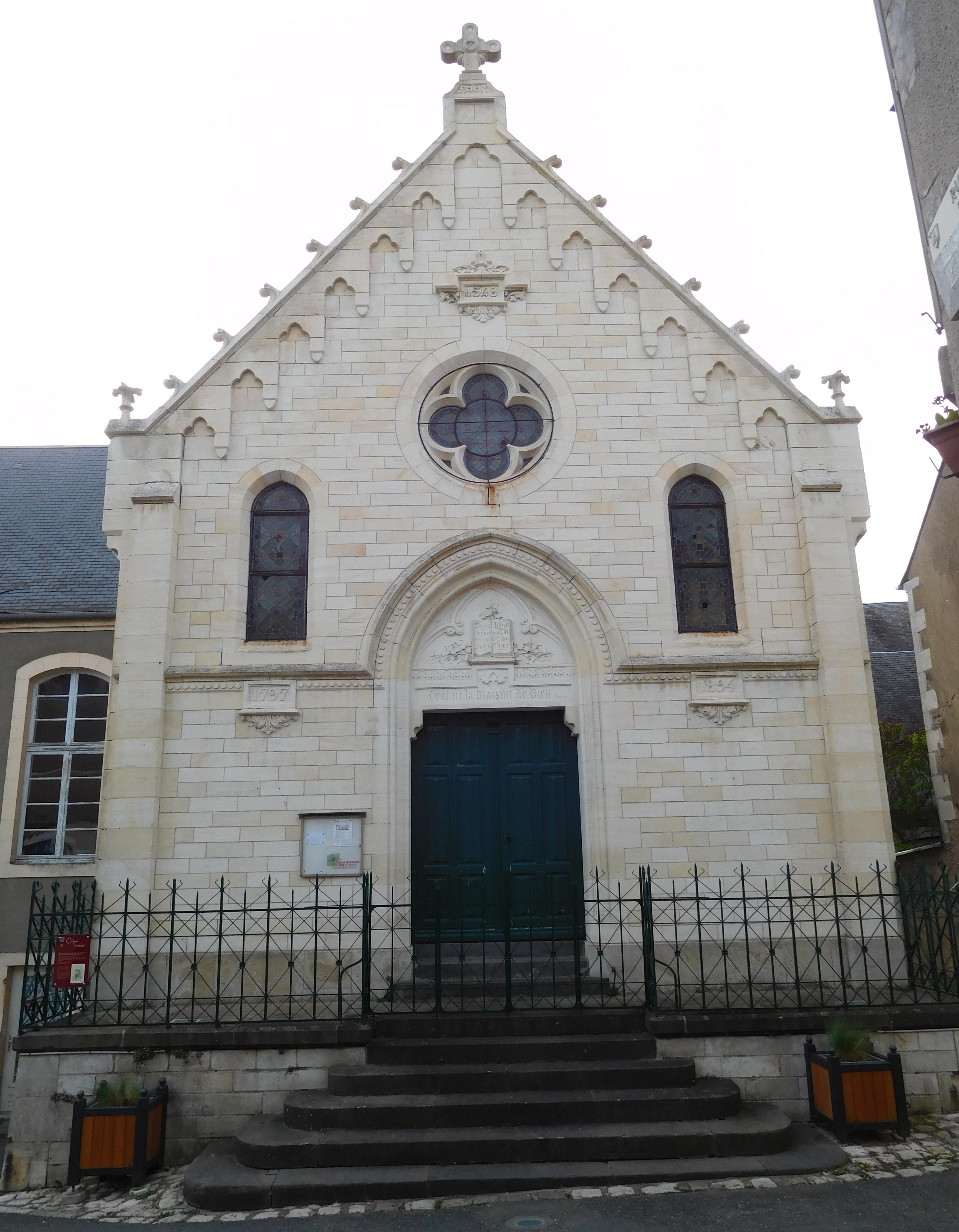
新教教堂（法语：Temple protestant de Sancerre）
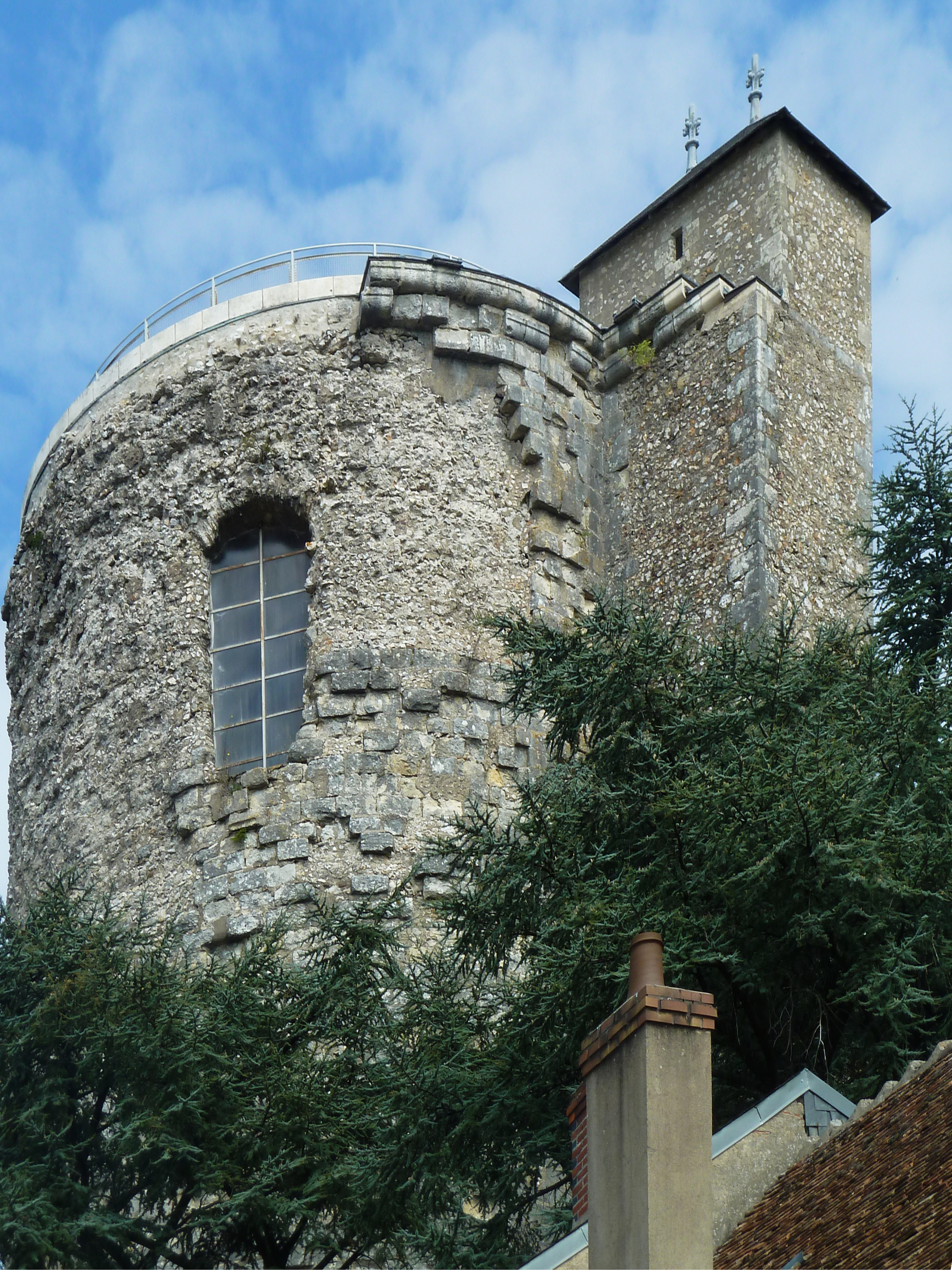
桑塞尔城堡（法语：Château de Sancerre）
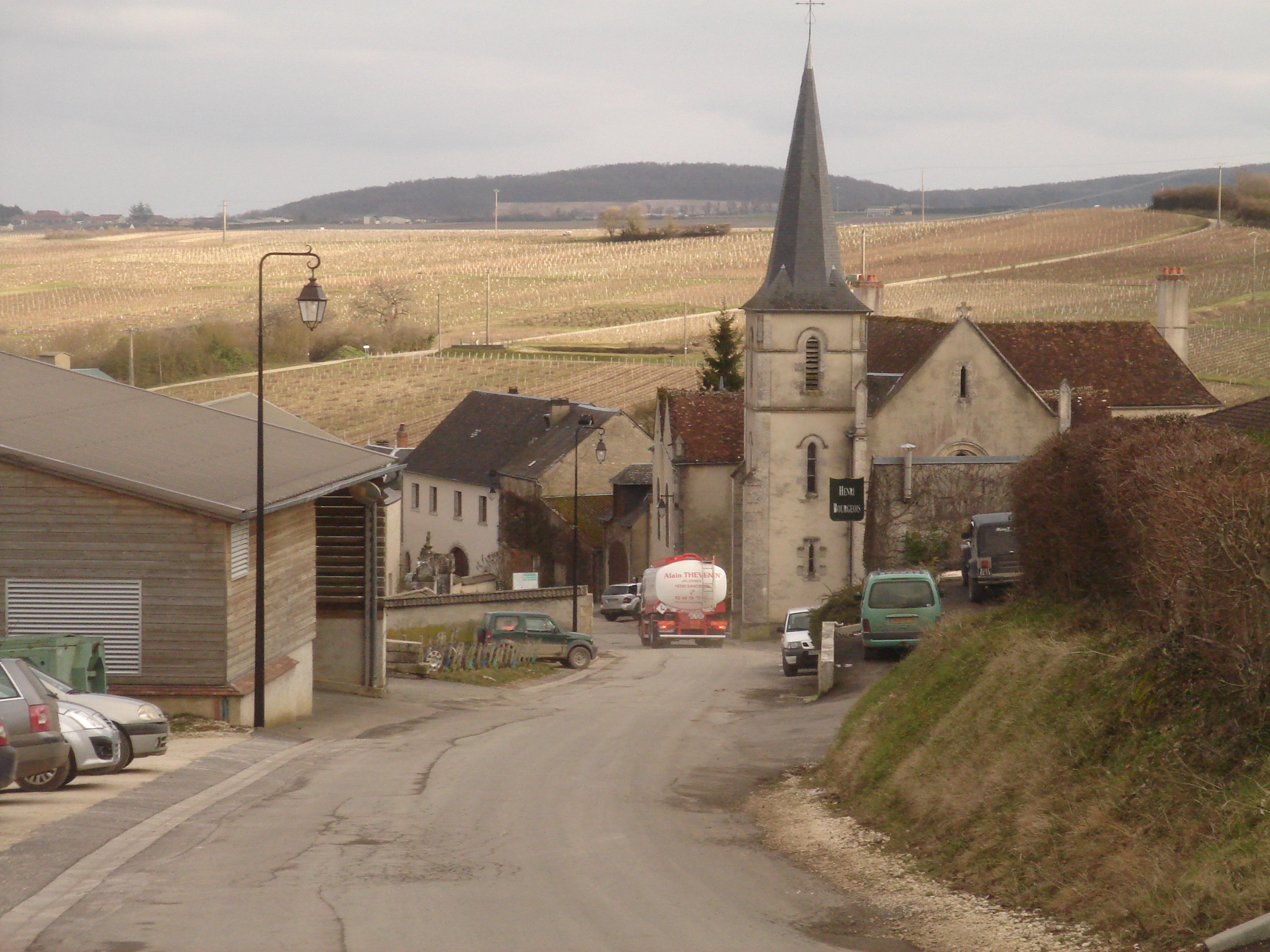
圣安德烈教堂
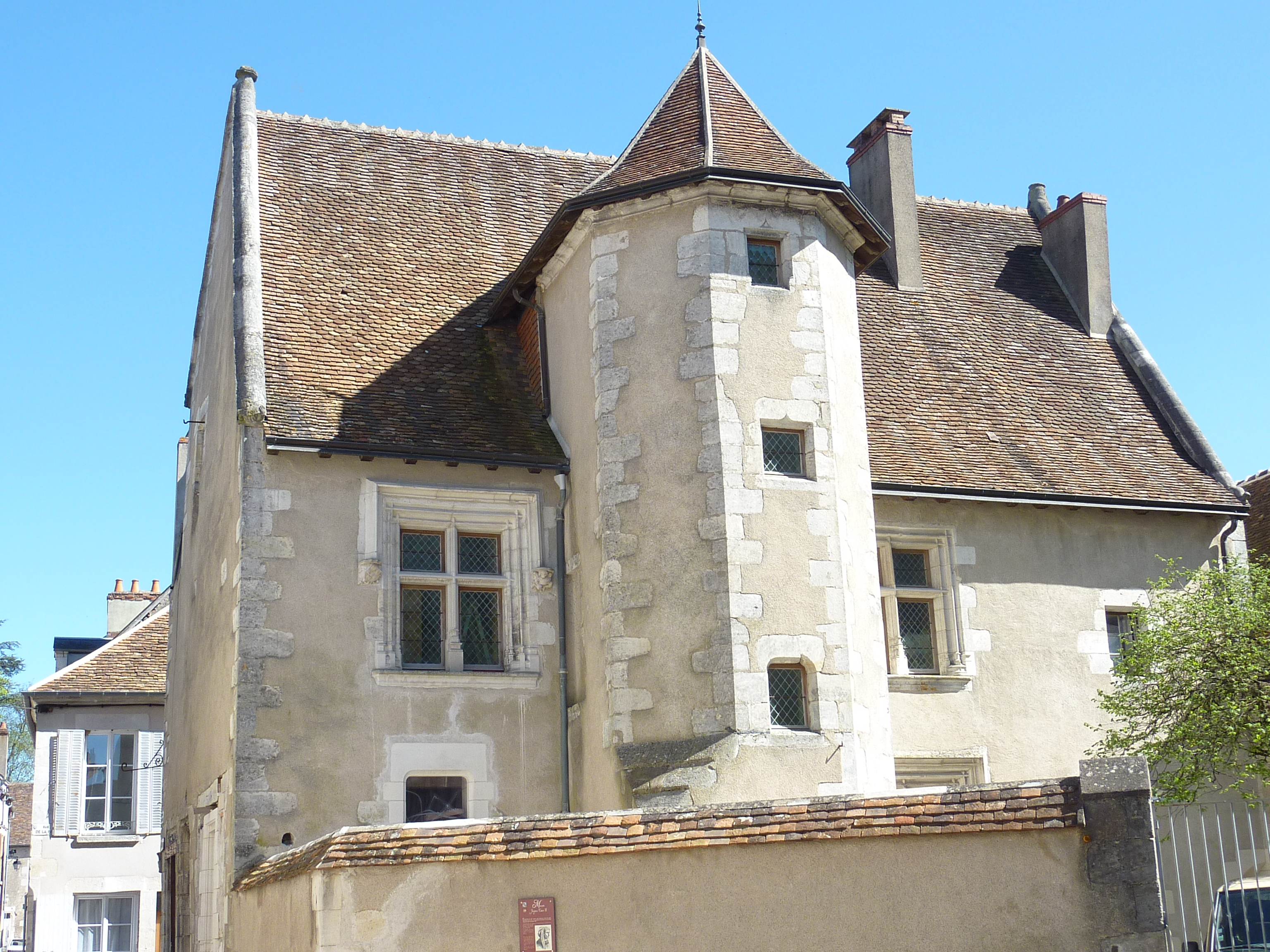
雅克·柯尔旧居
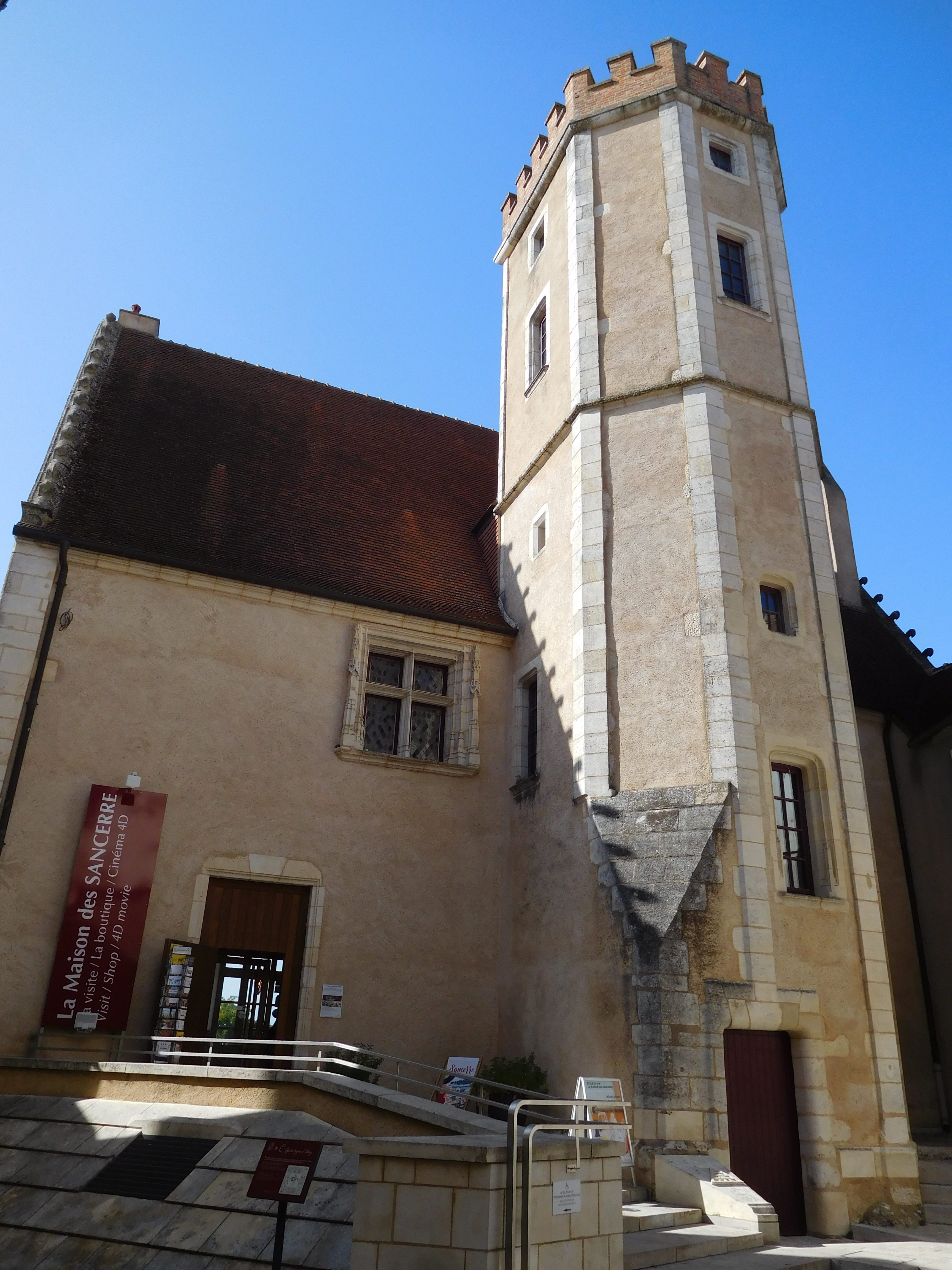
埃里塔
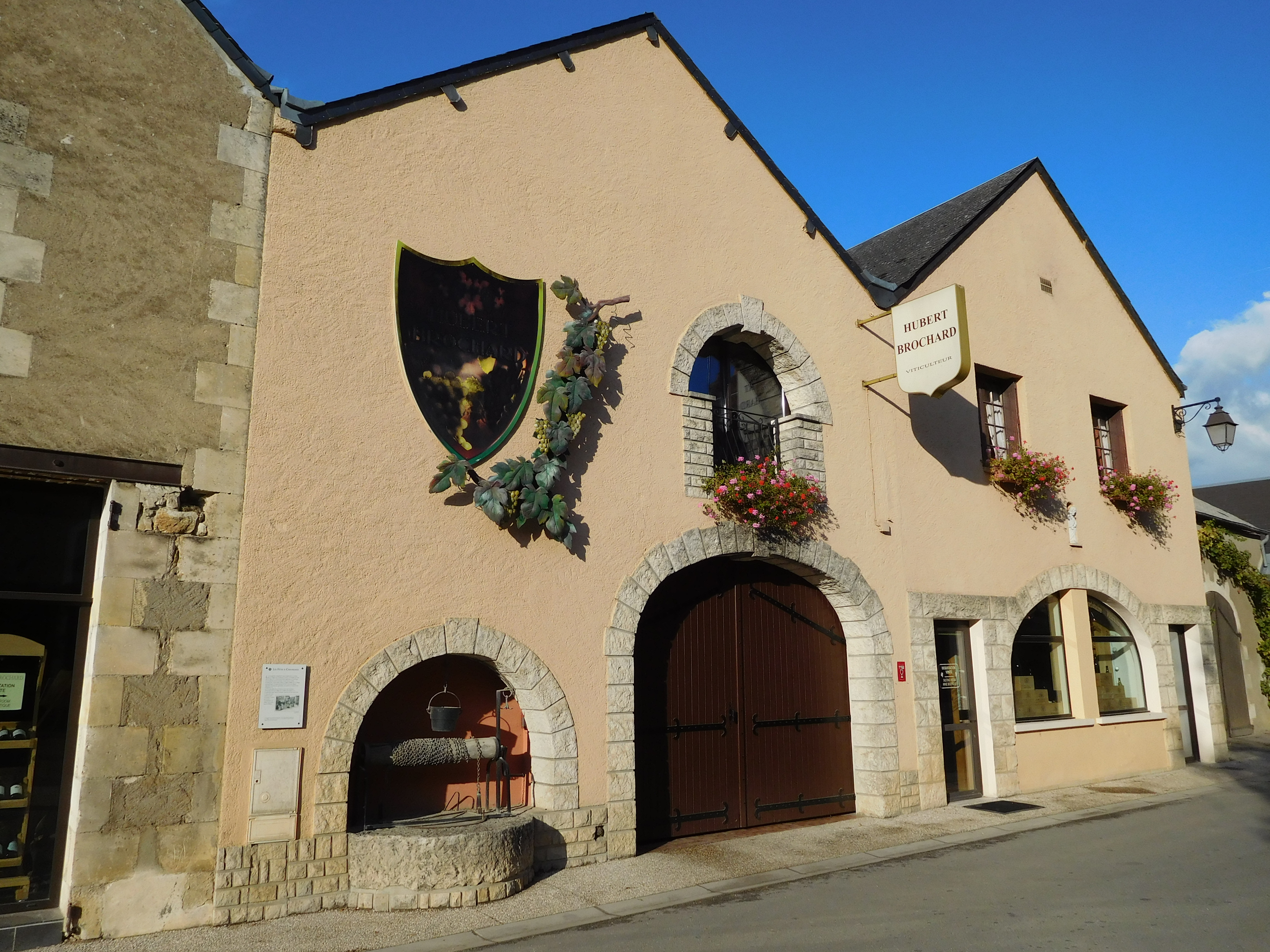
一处酒庄
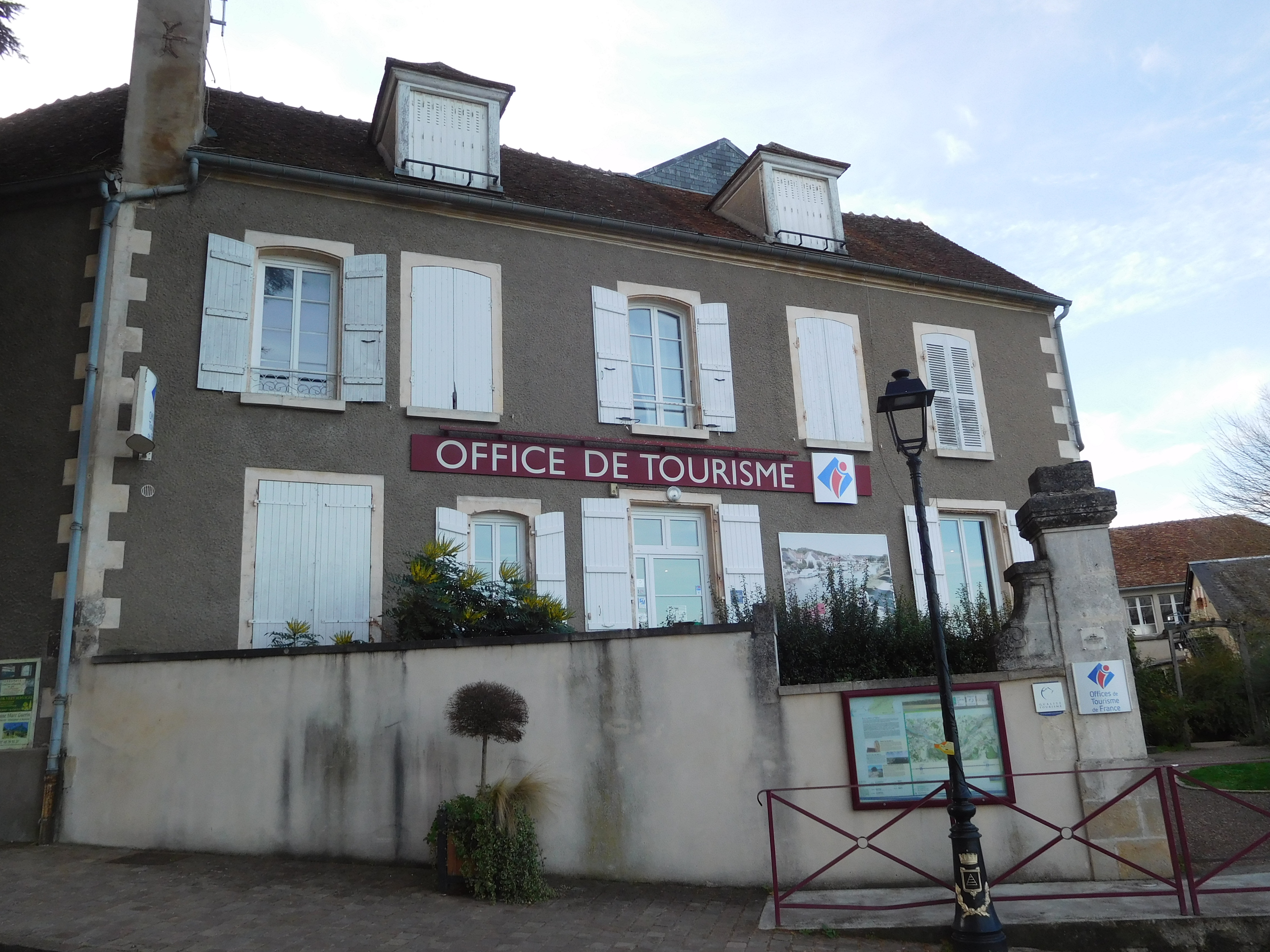
旅游局

### 旅游
桑塞尔的旅游事务由其所属的桑塞尔堡垒地区-卢瓦尔河谷市镇公共社区联合各级政府协调负责。2023年，桑塞尔境内共有4家酒店共计122间房间。

### 媒体
法国主要的媒体均可在桑塞尔接收，法国电视三台下属的中央-卢瓦尔河谷大区频道在部分时段播出桑塞尔所在谢尔省的地方新闻。《贝里共和党人报》、蓝色法兰西贝里广播、震动广播、1号广播等是当地主要的地方性媒体。

### 美食

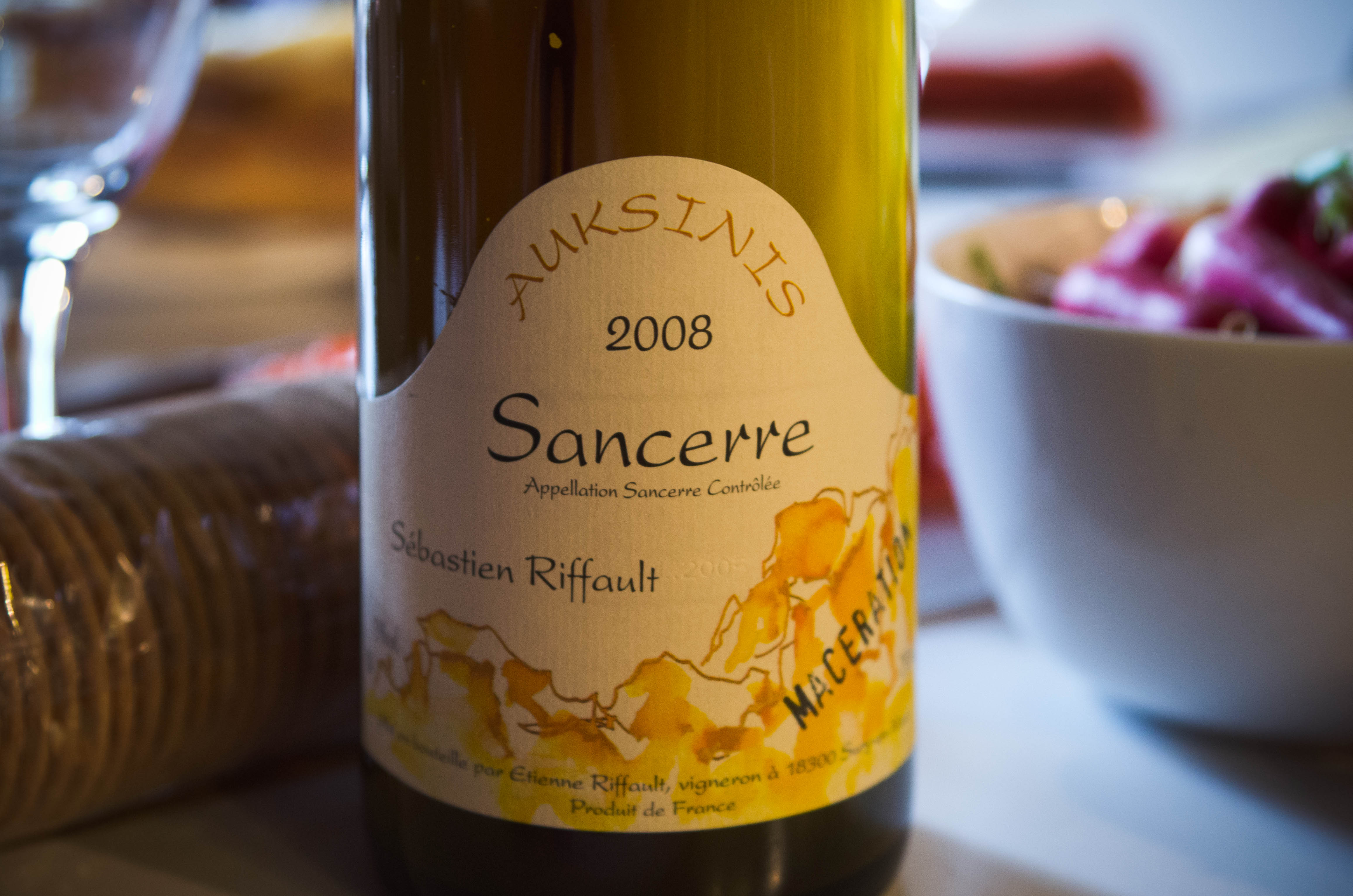
桑塞尔葡萄酒

桑塞尔因同名葡萄酒而闻名，后者是卢瓦尔河谷产区的组成部分，自1936年起成为原产地命名控制（AOC）。
桑塞尔亦是沙维尼奥勒圆形山羊奶酪的主要产地，后者自1959年起成为原产地名称保护（AOP）。

## 相关人物
法兰西王国财政大臣萨米埃尔·贝尔纳和法国政治家亨利·马雷出生于桑塞尔。

## 友好城市
截至2024年7月，桑塞尔共与一座城市建立了友好城市关系：
- 荷蘭 Markelo